# Парусная
Парусная (Утасу, Адасу) — река на острове Сахалин. Впадает в Татарский пролив.
Протекает в лесах на территории Томаринского городского округа Сахалинской области.
Длина реки — 26 км, площадь водосборного бассейна — 103 км². Берёт начало на склонах горы Холодная. Общее направление течения — западное. Устье находится в селе Парусное.
Крупные притоки: Углы (Южный), Штернберговка.

## Данные водного реестра
По данным государственного водного реестра России относится к Амурскому бассейновому округу.
Код объекта в государственном водном реестре — 20050000212118300007547.